# Charles Laberge
Pour les articles homonymes, voir Laberge.
Charles Laberge (1827-1874) est un avocat, un journaliste, un militaire et un homme politique canadien.
Né à Montréal dans le Bas-Canada le 21 octobre 1827, il fait ses études au Séminaire de Saint-Hyacinthe et fut admis au barreau du Canada-Est en 1854. Il devient le premier rédacteur en chef du journal Le Franco-Canadien qu'il avait fondé avec son ami Félix-Gabriel Marchand, puis occupe la direction de Le National. Il a collaboré au journal L'Avenir.
Élu à l'Assemblée législative du Canada-Uni en 1854, il est nommé solliciteur général pour le Canada-Est. Maire d'Iberville, il fonda aussi un Institut canadien local. Il fut par ailleurs lieutenant-colonel des volontaires dans l'armée. Il meurt à Montréal à l'âge de 47 ans le 3 août 1874 et est inhumé au Cimetière Notre-Dame-des-Neiges. Il a aussi écrit certaines histoires telles que Conte populaire et autres.